# وورتینگ
ورثینگ (به انگلیسی: Worthing) شهری در کشور انگلستان است که این کشور خود بخشی از بریتانیا محسوب می‌شود. این شهر در سال ۱۹۹۱ میلادی ۹۵٫۷۳۲ نفر جمعیت داشته و در سرشماری سال ۲۰۰۱ جمعیت آن به ۹۶٫۹۶۴ نفر رسیده‌است. میزان رشد سالانهٔ جمعیت ورثینگ ‎-۰٫۰۴ درصد می‌باشد و جمعیت این شهر در سال ۲۰۱۲ به ۹۶٫۵۱۳ نفر تغییر یافت.